# Lissotriton schmidtleri
Lissotriton schmidtleri – gatunek (lub podgatunek) płaza ogoniastego z rodziny salamandrowatych (Salamandridae), występujący w Turcji, Grecji i Bułgarii. Dorasta do 8 cm długości i uznawany jest przez część herpetologów za podgatunek traszki zwyczajnej, którą przypomina z wyglądu.

## Pozycjataksonomiczna
W związku z niewystarczającą ilością badań dotyczących potencjalnego krzyżowania się Lissotrition schmidtleri z traszką zwyczajną (Lissotriton vulgaris), część herpetologów traktuje L. schmidtleri jako podgatunek L. vulgaris – L. vulgaris schmidtleri. Ponadto takson ten krzyżuje się z L. graecus i L. kosswigi.

## Wygląd
Płaz ten osiąga 6–8 cm długości ciała. Z wyglądu przypomina traszkę zwyczajną, od której różni się bardziej poszarpanym grzebieniem, mniej wyraźnymi frędzlami na stopach kończyny tylnej oraz brakiem nitki na końcu ogona u obu płci (u traszki zwyczajnej występuje on u samic).

## Zasięg występowania i siedlisko
Takson ten występuje od zachodniej Turcji (w części europejskiej i azjatyckiej) i północno-wschodniej Grecji do środkowej części Bułgarii. Tak jak traszka zwyczajna spotykany jest na wielu rodzajach wilgotnych siedlisk. Okres godowy trwa od stycznia do maja.

## Status
W Czerwonej księdze gatunków zagrożonych IUCN płaz ten od 2023 roku klasyfikowany jest jako gatunek najmniejszej troski (LC, ang. Least Concern). Generalnie jest to gatunek rzadko spotykany, choć w sezonie lęgowym może być pospolity. Trend liczebności populacji oceniany jest jako spadkowy.